# Papillaria oerstedii
Papillaria oerstedii là một loài Rêu trong họ Meteoriaceae. Loài này được Kindb. mô tả khoa học đầu tiên năm 1888.